# Zsákos Frodó
Zsákos Frodó (az eredetiben: Frodo Baggins) egy hobbit,  J. R. R. Tolkien A Gyűrűk Ura című művének egyik főszereplője. Frodó unokaöccse és nevelt (gyám-)fia Zsákos Bilbónak, aki az előzményregény, A Hobbit főszereplője. Frodó és Bilbó belekeverednek Középfölde (vagyis a halandók világának) sorsát eldöntő óriási háborúba, amelyben meghatározó szerepe van az Egy Gyűrű nevű varázsgyűrűnek.

## Felbukkanása

### Adaptációk
Ralph Bakshi 1978-ban készített animációs változatában Frodó hangja Christopher Guard volt. Billy Barty volt a modellje Frodónak, Bilbónak és Samunak is, amikor Bakshi élő szereplős felvételeket használt a rotoscope felvételekhez.
Király visszatér 1980-ban készült animációs változatában Frodó hangja Orson Bean volt, aki Bilbónak is kölcsönözte a hangját a korábban készült Hobbit adaptációban.
A Peter Jackson által rendezett Gyűrűk Ura trilógiában Frodót Elijah Wood alakította, magyar hangja Csőre Gábor volt. A film nézői és a könyv olvasói között vita alakult ki, hogy Wood túl fiatal volt Frodó szerepének eljátszásához, mivel 18-19 éves volt a forgatások alatt. A könyvben, mikor Frodó útnak indul (Bilbóhoz hasonlóan) 50 éves volt. Azonban a hobbitok a legtöbb embernél hosszabb ideig élnek, Tolkien leírása szerint átlagosan száz évig. A felnőttkort is később, 33 évesen érik el. A Gyűrű Szövetsége második fejezetében Frodón a Gyűrű hatása miatt nem látszanak az öregedés jelei: "külsőleg olyan erősnek és fürgének látszott, mintha csak nemrég lépett volna a harmadik X-be". Emiatt Wood kora nem tűnik olyan ellentmondásosnak, mint ahogy az első pillanatban tűnik, mindazonáltal Frodó a könyv szerint 25-30 éves lehetett.
A BBC által 1981-ben készített rádiójátékban Frodót Ian Holm alakította, aki később Bilbót játszotta Peter Jackson filmadaptációjában.

## Személyiség
Frodó Gandalf leírása szerint: "elég magasra nőtt, és szőkébb a haja, mint a többieknek, azonkívül van egy olyan kis árok az álla közepén: huncut fickó, mindig csillog a szeme." (A Gyűrű Szövetsége, 10 fejezet: Vándor). Talán barna haja lehetett, mint a többi hobbitnak.